# Puchar Polski kobiet w piłce nożnej 2006/07, grupa śląska
Puchar Polski kobiet w piłce nożnej w sezonie 2006/07, grupa śląska

## I runda –26 sierpnia2006
Bronowianka Kraków – TS Mitech Żywiec 1:2
Leśnik Kobiór – KS Goleszów 2:2, po dogrywce, karne: 4:3
GKS Katowice – Goniec Chorzów 3:3, po dogrywce, karne: 6:5
Olimpijczyk Częstochowa – Gol II Częstochowa 0:3- walkower

## II runda –13 września2006
Leśnik Kobiór – KKS Zabrze 1:5
GKS Katowice – KS Strzybnica 0:6
Gol II Częstochowa –  Sparta Lubliniec 0:8
TS Mitech Żywiec – Podgórze Kraków 2:2, po dogrywce, karne: 3:1

## Półfinały –27 września2006
TS Mitech Żywiec – KKS Zabrze 1:1, karne: 5:4
Sparta Lubliniec – KS Strzybnica 7:1

## Finał –5 listopada2006
TS Mitech Żywiec – Sparta Lubliniec 1:3